# Chlorochaeta chlorochromodes
Chlorochaeta chlorochromodes är en fjärilsart som beskrevs av Louis Beethoven Prout 1916. Chlorochaeta chlorochromodes ingår i släktet Chlorochaeta och familjen mätare. Inga underarter finns listade i Catalogue of Life.